# Amt Tecklenburg
Das Amt Tecklenburg war ein Amt im Kreis Tecklenburg in Nordrhein-Westfalen. Im Rahmen der nordrhein-westfälischen Gebietsreform wurde das Amt zum 1. Januar 1975 aufgelöst.

## Geschichte
Im Rahmen der Einführung der Landgemeindeordnung für die Provinz Westfalen wurde 1844 im Kreis Tecklenburg aus der Bürgermeisterei Ledde das Amt Ledde gebildet, dem die beiden Gemeinden Ledde und Leeden angehörten. Im gleichen Jahr wurde im Kreis Tecklenburg auch das nur aus der Gemeinde Brochterbeck bestehende Amt Brochterbeck eingerichtet.
Das Amt Ledde wurde 1851 mit der bis dahin amtsfreien Stadt Tecklenburg zum Amt Tecklenburg zusammengeschlossen.
Das Amt Brochterbeck wurde 1930 aufgehoben und die Gemeinde Brochterbeck wurde in das Amt Tecklenburg eingegliedert. Das Amt Tecklenburg umfasste nunmehr die Stadt Tecklenburg sowie die Gemeinden Brochterbeck, Ledde und Leeden.
Von 1937 bis 1949 gehörte auch die Gemeinde Ladbergen zum Amt Tecklenburg.
Das Amt Tecklenburg wurde zum 1. Januar 1975 durch das Münster/Hamm-Gesetz aufgelöst. Bis auf einzelne Flurstücke von Brochterbeck und Ledde, die an die Stadt Ibbenbüren fielen, wurden die vier Gemeinden des Amtes zur neuen Stadt Tecklenburg zusammengeschlossen, die auch Rechtsnachfolgerin des Amtes ist und zum neuen Kreis Steinfurt gehört.

## Einwohnerentwicklung
Amt Tecklenburg
| Jahr | Einwohner | Quelle |
| ---- | --------- | ------ |
| 1858 | 3710      | [ 7 ]  |
| 1871 | 3451      | [ 8 ]  |
| 1885 | 3288      | [ 9 ]  |
| 1910 | 3370      | [ 10 ] |
|      |           |        |
| 1939 | 8306      | [ 11 ] |
|      |           |        |
| 1950 | 7730      | [ 12 ] |
| 1974 | 8565      | [ 12 ] |

Das Amt wurde 1930 sowie 1937 vergrößert und 1949 verkleinert.
Amt Brochterbeck
| Jahr | Einwohner | Quelle |
| ---- | --------- | ------ |
| 1858 | 1460      | [ 7 ]  |
| 1871 | 1337      | [ 8 ]  |
| 1885 | 1369      | [ 9 ]  |
| 1910 | 1523      | [ 10 ] |